# خضر بيضون
خضر بيضون مواليد (1948) ممثل أردني، نال البكالوريوس في اللغة العربية من جامعة دمشق العام 1971، أشترك في العديد من الأعمال الناجحة في المسرح والتلفزيون وهو ذو باع طويل في مجال التمثيل المسرحي والتلفزيوني.

## أعمالة

### مسلسلاته التلفزيونية
- دليلة والزيبق
- عبد الرحمن الكواكبي
- راس غليص - عام 1976 وحلقتين من الجزء الأول عام 2006
- نمر بن عدوان - عام 2007
- المعتمد بن عباد
- رمال لاتموت
- سوق الألغاز
- المرابطون والأندلس
- أبناء الرشيد
- الحجاج
- عيون عليا
- فارس الفتى الشجاع
- أبو جعفر المنصور
- بوابة القدس
- أمرؤ القيس
- عنترة بن شداد